# Typ 2 Ke-To
Typ 2 Ke-To – japoński czołg lekki z okresu II wojny światowej.
W 1938 roku rozpoczęto badania prototypów czołgów lekkich, planowanych następców czołgu Typ 95 Ha-Go. W testach udział wzięły czołgi firm Mitsubishi (Typ 98B) i Hino. Do produkcji skierowano czołg firmy Hino, który otrzymał oznaczenie Typ 98 Ke-Ni. Pomimo odrzucenia prototypu Typ 98B w firmie Mitsubishi kontynuowano prace nad dalszym rozwojem tej konstrukcji. Zmodyfikowany prototyp wyposażono w nową wieżę z nowoczesną armatą czołgową Typ 100 kalibru 37 mm. W 1944 roku wyprodukowano 29 czołgów Typ 2 Ke-To. Były one używane przez jednostki walczące w Chinach i na Filipinach.
Czołg Typ 2 Ke-To miał budowę klasyczną. W tylnej części kadłuba znajdował się sześciocylindrowy, chłodzony powietrzem silnik wysokoprężny Mitsubishi Typ 100 o mocy 95,7 kW przy 2100 obr./min. Silnik napędzał umieszczone z przodu kadłuba koła napędowe. Z każdej strony znajdowały się cztery duże, niezależnie zawieszone na sprężynach śrubowych koła jezdne (rozwiązanie wzorowane na czołgu BT). Uzbrojenie składało się z armaty umieszczonej w wieży i karabinu maszynowego w kadłubie.